# Stabiae
Stabiae (Latin: [ˈstabɪ.ae̯]) var en antik stad belägen nära nuvarande Castellammare di Stabia i Italien, cirka 4,5 km sydväst om Pompeji och 16 km från vulkanen Vesuvius.

## Historik
Liksom Pompeji begravdes Stabiae till stor del av aska vid Vesuvius utbrott år 79 e. Kr. Stabiae är mest berömt för sina romerska villor med rika artistiska utsmyckningar och imponerande arkitektur. Den antika kuststaden har den största koncentrationen av storslagna och välbevarade villor från den gamla romerska världen.
Redan under 700-talet f. Kr. spelade Stabiae en viktig strategisk och kommersiell roll. Staden nådde sin högsta befolkningstäthet mellan förstörelsen orsakad av Sulla (89 f.Kr.) och Vesuvius utbrott. Under denna period byggdes på den norra kanten av Varanokullen många villor med storslagen utsikt. Villorna var huvudsakligen bostäder med vackra dekorerade stora lägenheter, bad och portik. För närvarande kan endast vissa av dessa villor besökas. Till dem hör Villa San Marco och Villa Arianna.

## Galleri

Flora, Villa Arianna (ca: 15 - 45 e.Kr.)
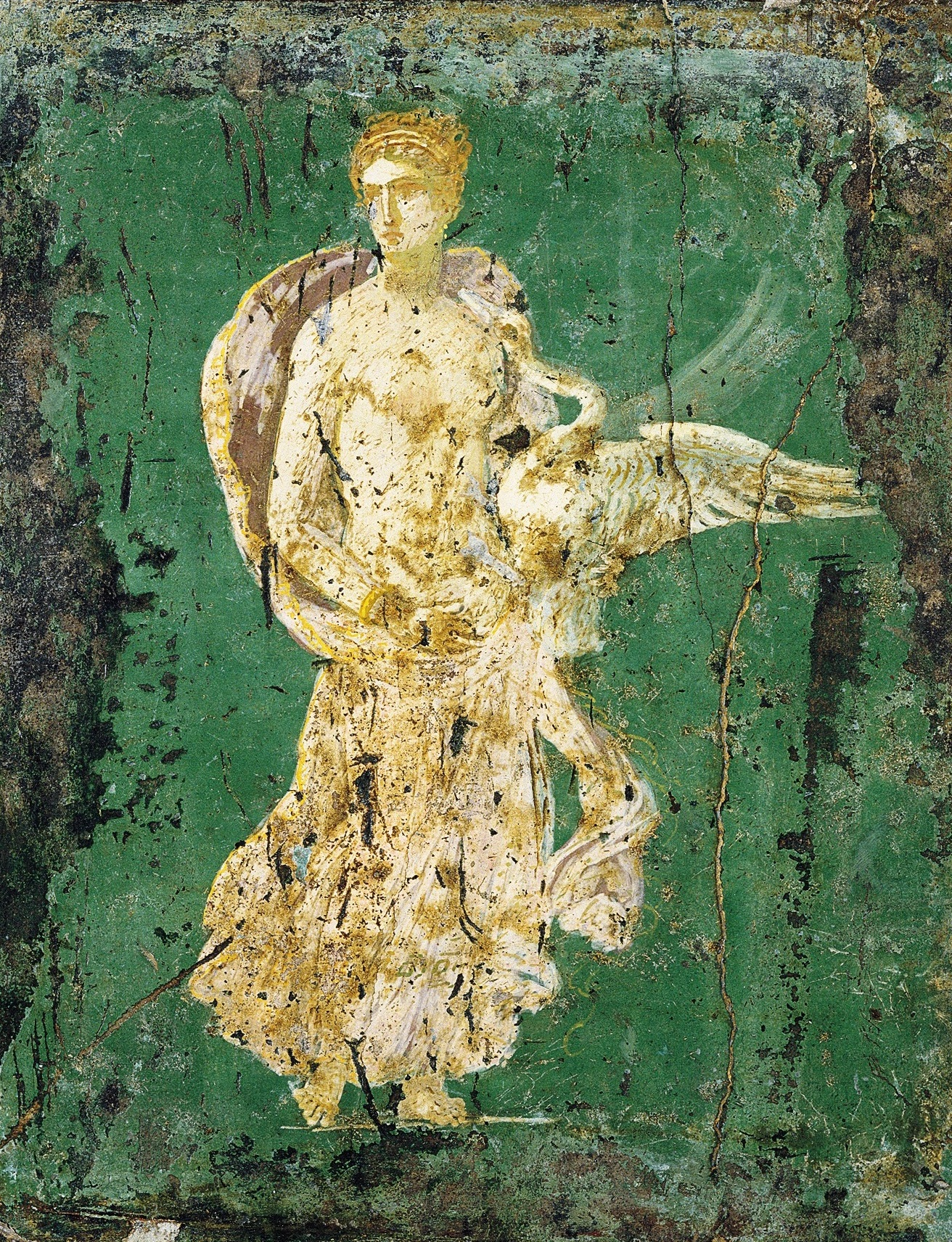
Leda och svanen, Villa Arianna
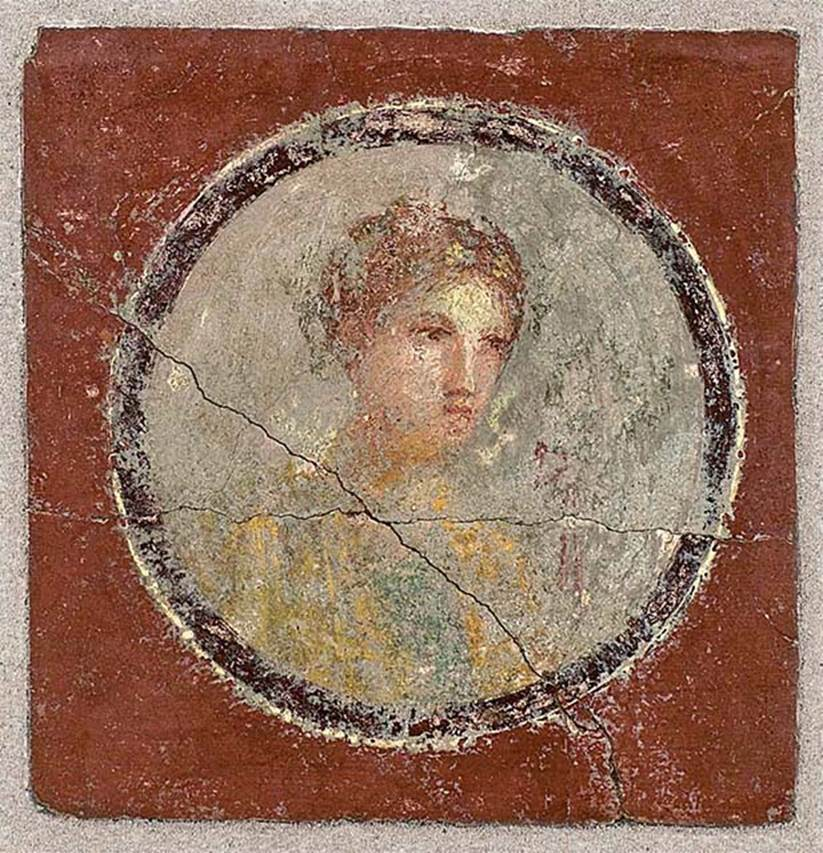
Porträtt av ung kvinna, Villa Arianna
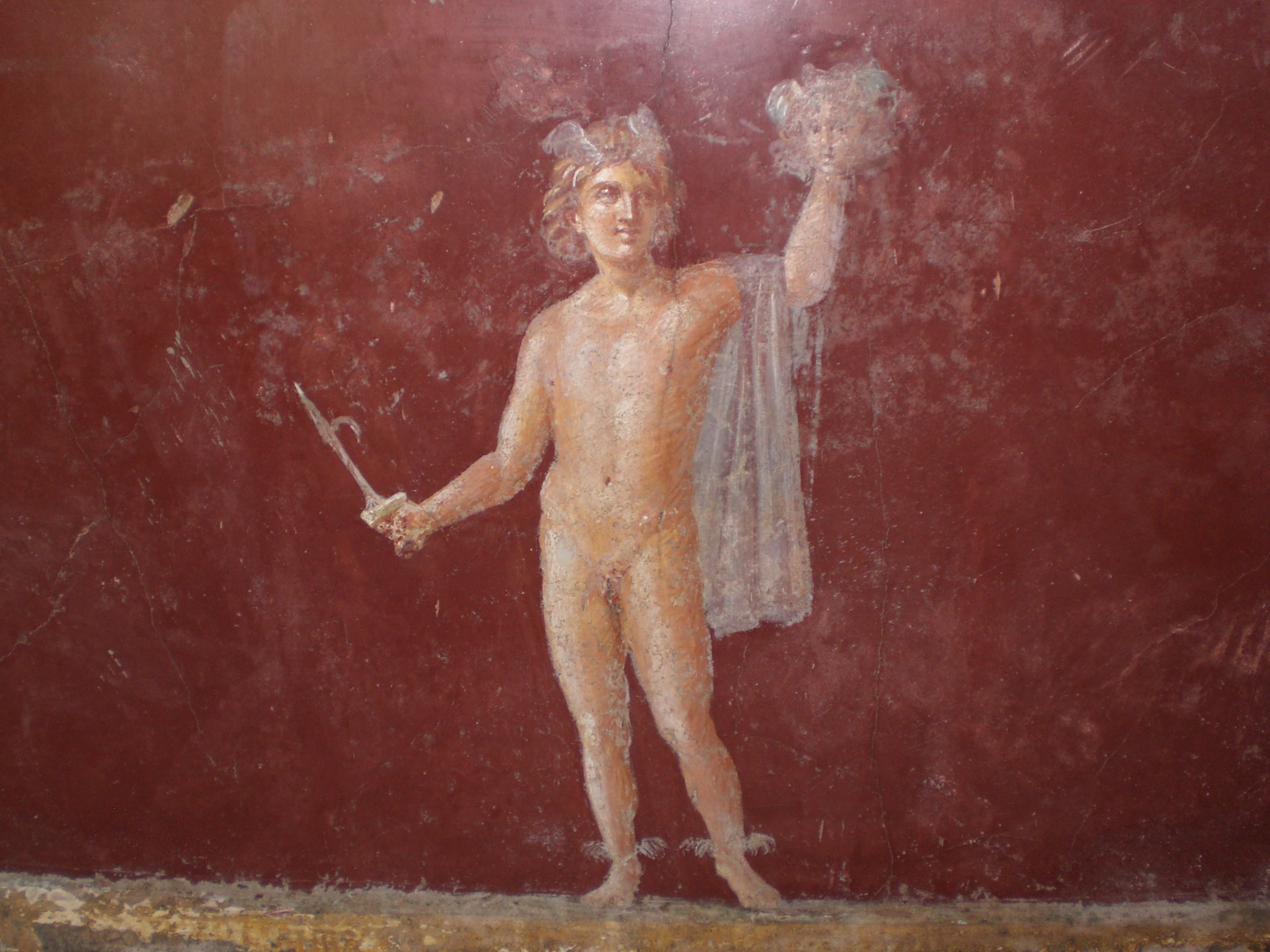
Perseus, Villa San Marco